# Гиманс, Соломон Луи
Соломон Луи Гиманс (фр. Salomon Louis Hymans; 3 мая 1829, Роттердам — 22 мая 1884, Брюссель) — бельгийский писатель, журналист и историк. Отец Поля Иманса.
Дебютировал в литературе драмой в стихах «Роберт Фризский» (фр. Robert-le-Frison, на исторический сюжет о графе Роберте Фландрском), опубликованной в Генте в 1847 году. В дальнейшем напечатал ещё ряд повестей и пьес, выступал также как либреттист. В 1848 г. опубликовал первый труд по истории Бельгии, из статей разных лет составил два тома истории Брюсселя (фр. Bruxelles à travers les âges), третий вышел посмертно. Основной исторический труд Гиманса, «История бельгийского парламентаризма» (фр. Histoire parlementaire de la Belgique de 1831 à 1880), продолжавшая его же «Политическую и парламентскую историю Бельгии 1814—1830», вышла в пяти частях к 1880 году и затем была продолжена сыном Полем, который довёл её до 1910 года. Как журналист Гиманс был постоянным сотрудником газет 'L’Indépendance belge' и 'L’Etoile belge'; как отмечала лондонская «Таймс», и в качестве журналиста, и в качестве оратора Гиманс обладал неподражаемым остроумием. В 1859—1870 гг. он представлял Брюссель в Парламенте Бельгии.
Имя Гиманса носит улица в Икселе (фр. Rue Louis Hymans).